# بلای سوم
بلای سوم(به مجاری: III. Béla)، (۱۱۴۸ - ۲۳ مهٔ ۱۱۹۶ (۴۸ سال)، پادشاه مجارستان و کرواسی بود.
او دومین پسر گزای دوم بود و ایشتوان سوم برادرش بود. او در دربار مانوئل یکم بیزانس پرورده‌شد و با مرگ ایشتوان سوم با یاری بیزانس و پاپ الکساندر سوم به پادشاهی مجارستان رسید. پیکر او در استرگم به خاک سپرده ‌شده‌است. او یکی از نیرومندترین و دولتمندترین پادشاهان زمان خود در اروپا بود. او نیای ادوارد سوم بود.